# Òliba cendrosa
L'òliba cendrosa (Tyto multipunctata; syn: Tyto tenebricosa multipunctata) és un ocell rapinyaire nocturn de la família dels titònids (Tytonidae). És una petita òliba endèmica de les zones selvàtiques i els boscos d'eucaliptus del nord-est de Queensland, Austràlia. El seu estat de conservació es considera de risc mínim.

## Taxonomia
Anteriorment es considerava com una subespècie de l'òliba tenebrosa (Tyto tenebricosa), però difereix molt en plomatge i veu.